# Miss USA 2002
El certamen de Miss USA 2002 fue celebrado en Gary, Indiana el 2 de marzo de 2002. El evento fue ganado por Shauntay Hinton del Distrito de Columbia, que fue coronada por la Miss USA saliente de Kandace Krueger de Texas.
Hinton fue la primera afroamericana en ganar el certamen desde que Chelsi Smith lo ganara en 1995, y fue la primera ganadora de Washington D. C. desde 1964.  Vistió un vestido tradicional blanco durante el certamen.

## Características interesantes
El evento se caracterizó por tener cuatro delegadas del top cinco de raza afroamericana, en la cual nunca había ocurrido.  Dos de las cinco, Kelly Lloyd de Indiana y Alita Dawson de Connecticut que había competido en Miss Teen USA.  Dawson fue la primera delegada de Connecticut en entrar al cuadro de las finalistas desde 1969.
En la competencia preliminar hubo un empate en el décimo lugar, por lo que fueron escogidas 12 semifinalistas.
También hubo una controversia al escoger el traje para traje de baño: sólo seis delegadas escogieron un traje rojo de una pieza mientras que las otras vistieron un traje de baño de dos piezas. El New York Post afirmó que una candidata, Tarah Marie Peters de California, se le dedujo un punto por los jueces al escoger un traje de una pieza, por lo que la eliminó del top cinco.  Ella fue la única del top doce que estaba vestida de una sola pieza.
Este certamen tuvo las ganadoras de las triple coronas: las candidatas que habían ganado los certámenes estatales de Miss Teen USA, Miss USA y Miss America. Las otras dos fueron Kelly Lloyd (2.ª finalista), ganadora de Miss Indiana Teen USA 1993, 1.ª finalista en Miss Teen USA 1993, Miss Indiana 1999 y Miss Indiana USA 2002 y Allison Alderson, Miss Tennessee Teen USA 1994, Miss Tennessee 1999 y Miss Tennessee USA 2002.

## Resultados

### Clasificaciones

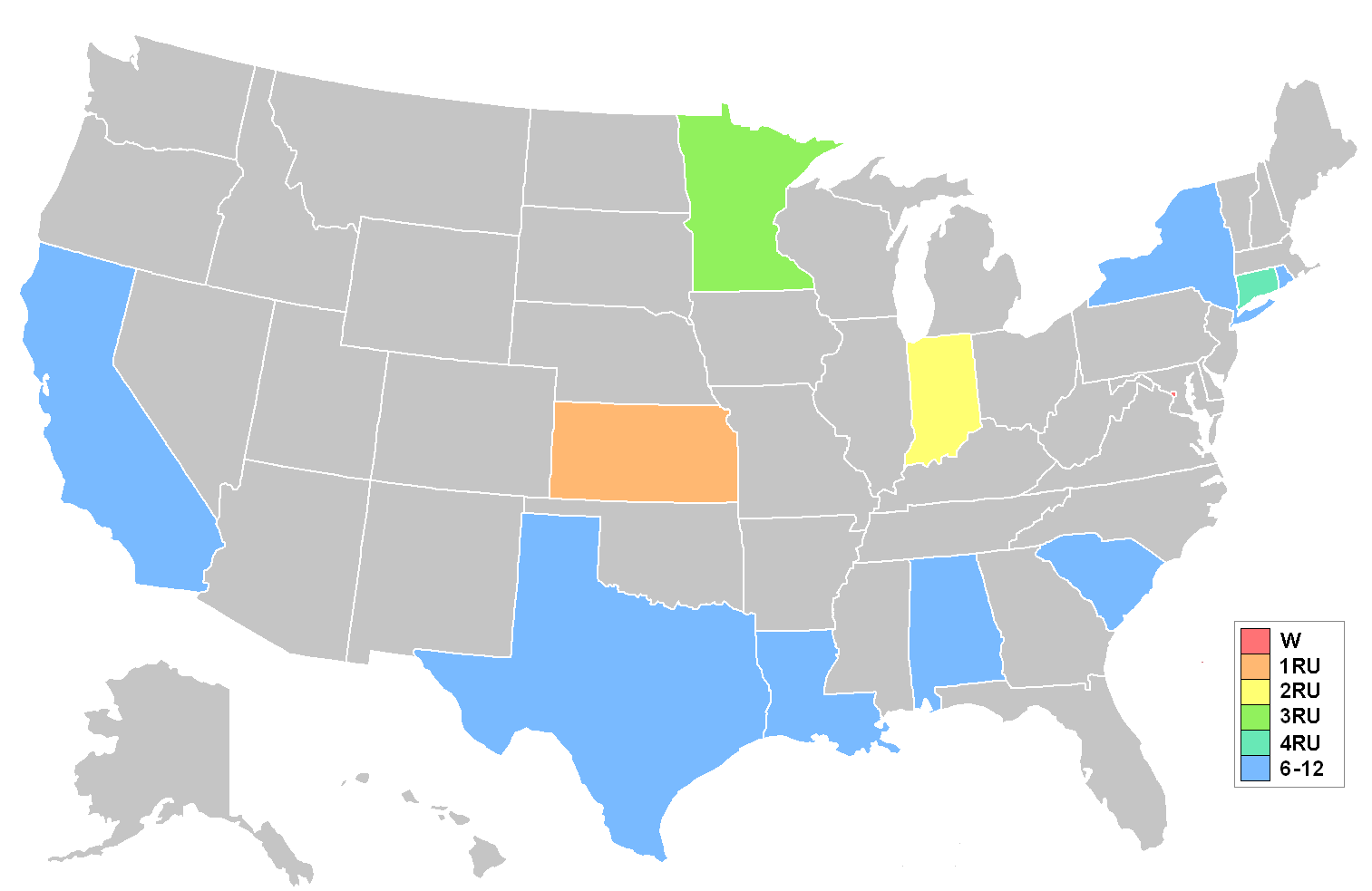
Mapa mostrando las clasificaciones por estado

| Resultado final   | Candidata |
| ----------------- | --- |
| Miss USA 2002     | - Distrito de Columbia - Shauntay Hinton |
| Primera finalista | - Kansas - Lindsay Douglas |
| Segunda finalista | - Indiana - Kelly Lloyi |
| Top 5             | - Minnesota - Lanore VanBuren - Connecticut - Alita Hawaah Dawson |
| Top 12            | - Carolina del Sur - Ashley Williams - Texas - Kasi Kelly - Luisiana - Anne Lene - Alabama - Tara Tucker - Rhode Island - Janet Sutton - California - Tarah Peters - Nueva York - Karla Cavalli |

### Premios especiales
| Premio                 | Candidata                  |
| ---------------------- | -------------------------- |
| Miss Simpatía          | Meredith McCannell Montana |
| Miss Simpatía          | Shanon Ford Florida        |
| Mejor en Traje de Baño | Lanora VanBuren Minnesota  |

### Puntajes Finales
| \| Estado \| Traje de baño \| Gala \| Promedio \| \| -------------------- \| ------------- \| ---- \| -------- \| \| Minnesota \| 9.48 \| 9.45 \| 9.47 \| \| Distrito de Columbia \| 9.24 \| 9.53 \| 9.39 \| \| Kansas \| 9.06 \| 9.67 \| 9.37 \| \| Indiana \| 9.42 \| 9.29 \| 9.36 \| \| Connecticut \| 9.39 \| 9.29 \| 9.34 \| \| Carolina del Sur \| 9.41 \| 9.24 \| 9.33 \| \| Luisiana \| 9.27 \| 9.23 \| 9.25 \| \| Texas \| 9.12 \| 9.38 \| 9.25 \| \| Alabama \| 9.17 \| 9.15 \| 9.16 \| \| Rhode Island \| 9.12 \| 9.13 \| 9.13 \| \| California \| 9.01 \| 9.17 \| 9.09 \| \| Nueva York \| 8.96 \| 8.94 \| 8.95 \| | Ganadora Primera finalista Segunda finalista Tercera finalista Cuarta finalista |      |          |
| Estado | Traje de baño                                                                   | Gala | Promedio |
| Minnesota | 9.48                                                                            | 9.45 | 9.47     |
| Distrito de Columbia | 9.24                                                                            | 9.53 | 9.39     |
| Kansas | 9.06                                                                            | 9.67 | 9.37     |
| Indiana | 9.42                                                                            | 9.29 | 9.36     |
| Connecticut | 9.39                                                                            | 9.29 | 9.34     |
| Carolina del Sur | 9.41                                                                            | 9.24 | 9.33     |
| Luisiana | 9.27                                                                            | 9.23 | 9.25     |
| Texas | 9.12                                                                            | 9.38 | 9.25     |
| Alabama | 9.17                                                                            | 9.15 | 9.16     |
| Rhode Island | 9.12                                                                            | 9.13 | 9.13     |
| California | 9.01                                                                            | 9.17 | 9.09     |
| Nueva York | 8.96                                                                            | 8.94 | 8.95     |

## Delegadas
las delegadas de Miss USA 2002 fueron:
| - Alabama - Tara Tucker - Alaska -Christine Olejniczak - Arizona - Jennifer Lenz - Arkansas - Amber Boatman - California - Tarah Marie Peters - Colorado - Keely Gaston - Connecticut - Alita Dawson - Delaware - Deborah Ann Hoffman - District of Columbia - Shauntay Hinton - Florida - Shannon Ford - Georgia - Heather Hogan - Hawaii - Juliet Lighter - Idaho - Hilary Ball - Illinois - Amanda Reynolds - Indiana - Kelly Lloyd - Iowa - Lauren Wilson - Kansas -Lindsey Douglas - Kentucky - Elizabeth Arnold - Louisiana - Anne-Katherine Lené - Maine - Su-Ying Leung - Maryland - Misti Adams - Massachusetts - Latoyia Foster - Michigan - Rebekah Lynn Decker - Minnesota - Lanore Van Buren - Mississippi - Heather Soriano - Missouri - Melana Scantlin | - Montana - Meredith McCannel - Nebraska - Stacey Skidmore - Nevada - Jenny Valdez - New Hampshire - Audra Paquette - New Jersey - Robin Williams - New Mexico - Ellyn Colyer - New York - Karla Cavalli - North Carolina - Alison English - North Dakota - Amy Elkins - Ohio - Kimberly Mullen - Oklahoma - Kasie Head - Oregon - Kristi Walkowski - Pennsylvania - Nicole Bigham - Rhode Island - Janet Sutton - South Carolina - Ashley Williams - South Dakota - Sitania Syrovatka - Tennessee - Allison Alderson - Texas - Kasi Kelly - Utah - Abbie Smith - Vermont - Brooke Angus - Virginia - Julie Laipply - Washington - Carly Shorten - West Virginia - Angela Davenport - Wisconsin - Cortney Owen - Wyoming - Jeannie Crofts |

## Curiosidades
Diez delegadas compitieron en los certámenes de Miss Teen USA y Miss America, incluyendo a dos de Triple Coronas que compitieron en ambos certámenes. Una delegada después ganó el título estatal de Miss America.
Las delegadas que compitieron y tuvieron el título estatal de Miss Teen USA fueron:
- Kelly Lloyd (Indiana) - Miss Indiana Teen USA 1993 (1.ª finalista en Miss Teen USA 1993)
- Nicole Bigham (Penslvania) - Miss Pennsylvania Teen USA 1994
- Allison Alderson (Tennessee) - Miss Tennessee Teen USA 1994 (Top 6 finalista en Miss Teen USA 1994)
- Melana Scantlin (Misuri) - Miss Missouri Teen USA 1995 (Top 12 semifinalista en Miss Teen USA 1995)
- Tara Tucker (Alabama) - Miss Alabama Teen USA 1997
- Alita Dawson (Connecticut) - Miss Connecticut Teen USA 1997
- Elizabeth Arnold (Kentucky) - Miss Kentucky Teen USA 1998
- Christine Olejniczak (Alaska) - Miss Alaska Teen USA 2000

Las delegadas que tuvieron el título o que luego ganaron el título estatal de Miss America fueron:
- Keely Gaston (Colorado) - Miss Colorado 1998
- Heather Soriano (Misisipi) - Miss Mississippi 1999
- Kelly Lloyd (Indiana) - Miss Indiana 1999 (Albert A. Marks Jr. Premio de mejor entrevita)
- Allison Alderson (Tennessee) - Miss Tennessee 1999
- Audra Paquette (Nueva Hampshire) - Miss New Hampshire 2005